# Samsung Galaxy S6
Samsung Galaxy S6 、Galaxy S6 edge 、Galaxy S6 edge+ は、サムスン電子によって開発されたAndroidスマートフォンである。2015年3月1日に発表、4月10日に世界20か国で発売された。
Galaxy S5の後継機種であるが、原点回帰のためゼロから開発を見直した。Galaxy S6 edge , Galaxy S6 edge + は、Galaxy Note Edgeでも採用された曲面ディスプレイを、左右の側面に採用している。
背面にもGorilla Glass 4を採用し、ガラスの間に挟まれている偏光フィルムにより、光の当たり具合によって見え方が変わる。また、従来のGalaxyシリーズとは異なり、バッテリーの取り外し・交換はできず、microSDカードスロットも搭載されていない。ワイヤレス充電規格のqi(おくだけ充電)およびパワー・マターズ・アライアンス(PMA)に対応している。
日本では、Galaxy S6とGalaxy S6 edgeが発売された。Galaxy S6 edge+は日本未発売である。
なお、Galaxy S6シリーズ以降、日本国内向けモデルについては「SAMSUNG」ではなく「Galaxy」というブランドで展開されるようになり、2022年モデルのGalaxy S22までの間、「SAMSUNG」のロゴが入っていなかった。その後、2023年モデルのGalaxy S23は、8年ぶりに「SAMSUNG」ブランドで復活した。

## Galaxy World Tour 2015 TOKYO
サムスン電子ジャパンは4月8日、都内で「Galaxy World Tour 2015 TOKYO」を開催し、「Galaxy S6」と、その派生モデルで曲面ディスプレイを搭載する「Galaxy S6 edge」を国内で初めて披露した。また、NTTドコモ代表取締役副社長の吉澤和弘とKDDI代表取締役社長の田中孝司からビデオメッセージが寄せられた。
ファッションショーも行われ、筧美和子、飯豊まりえ、尾崎美紀、志田友美らが登場した。

## 日本向けモデル
- NTTドコモ
  - Galaxy S6 edge SC-04G
  - Galaxy S6 SC-05G
- KDDI・沖縄セルラー電話連合（各au）
  - Galaxy S6 edge SCV31
- ソフトバンクモバイル
  - Galaxy S6 edge 404SC